# Кузкеево
Кузкеево (тат. Күзкәй) — село в Тукаевском районе Татарстана Российской Федерации. Административный центр Кузкеевского сельского поселения.

## География
Расположено в бассейне реки Тиргауш в 32 км к востоку от города Набережные Челны. Через село проходит местная автодорога Набережные Челны — Кузкеево — Мензелинск.

## История
В окрестностях села выявлены археологические памятники: Кузкеевское селище (именьковская культура), Кузкеевский могильник (XVI—XVII вв.).
Известно с 1745 года.
В XVIII—XIX веках жители в сословном отношении делились на башкир-вотчинников и тептярей.
В период Крестьянской войны 1773—1775 годов активно выступили на стороне Е. И. Пугачёва.
Основные занятия жителей в этот период — земледелие и разведение скота, были распространены пчеловодство, плетение лаптей.
По сведениям 1809 года, в селе была мечеть, в 1821 году при ней открылся мектеб .
В «Списке населенных мест по сведениям 1870 года», изданном в 1877 году, населённый пункт упомянут как деревня Кузекеева (Кускеева) 5-го стана Мензелинского уезда Уфимской губернии. Располагалась при речке Секаше, по правую сторону почтового тракта из Мензелинска в Елабугу, в 15 верстах от уездного города Мензелинска. В деревне, в 146 дворах жили 968 человек (504 мужчины и 464 женщины, башкиры, тептяри), были волостное правление, становая квартира, мечеть, училище, 5 водяных мельниц. Жители занимались земледелием, скотоводством, пчеловодством, плетением лаптей.
По сведениям переписи 1897 года, в деревне Кузкеева Мензелинского уезда Уфимской губернии жили 1496 человек (759 мужчин и 736 женщин), все мусульмане.
В начале XX века в селе располагались волостное правление, почтовая станция; действовали 3 мечети, 4 мектеба, 3 водяные и 2 ветряные мельницы, 8 крупообдирок, 6 зерносушилок, 2 кузницы, центральный хлебозапасный магазин, 4 бакалейные и мануфактурные лавки; базар по понедельникам, ежегодная ярмарка с 7 июня. В этот период земельный надел сельской общины составлял 4951,9 десятины.
До 1920 года село являлось центром Кузкеевской волости Мензелинского уезда Уфимской губернии. С 1920 года в составе Мензелинского кантона ТАССР. С 10 августа 1930 года в Мензелинском, с 4 июня 1984 года в Тукаевском районах.
В 1929 году в селе образован колхоз. С 1997 года колхоз села реорганизован в сельскохозяйственный производственный кооператив, с 2006 — общество с ограниченной ответственностью. В 1939—1985 годах работал маслозавод.

## Население
| 1795 | 1859 | 1870 | 1884 | 1897 | 1906 | 1913 | 1920 | 1926 | 1938 | 1949 | 1958 | 1970 | 1979 | 1989 | 2002 | 2010 | 2020 |
| ---- | ---- | ---- | ---- | ---- | ---- | ---- | ---- | ---- | ---- | ---- | ---- | ---- | ---- | ---- | ---- | ---- | ---- |
| 207  | 908  | 968  | 1483 | 1496 | 1828 | 2128 | 2108 | 1497 | 1561 | 1280 | 1280 | 963  | 1130 | 836  | 622  | 649  | 528  |

Национальный состав села — татары.

## Экономика
Жители занимаются растениеводством, молочным животноводством.

## Инфраструктура
В селе действуют средняя школа (с 1922 г. как начальная), детский сад (с 1978 г.), дом культуры и библиотека (оба — с 1970 г.), врачебная амбулатория (с 1927 г.).

## Религия
Мечеть (с 1978 г.).

## Известные люди
- Р. Х. Солнцев (1939—2007) — российский писатель и поэт, драматург, редактор
- М. Т. Тазеева (род. 1936) — новатор в сельском хозяйстве, зоотехник, Герой Социалистического Труда